# 古斯塔夫·希尔曼
古斯塔夫·希尔曼（瑞典語：Gustaf Kilman，1882年7月9日—1946年2月21日），瑞典男子马术运动员。他曾代表瑞典参加1912年和1920年夏季奥林匹克运动会马术比赛，其中1912年奥运会获得一枚金牌。